# Akwan Information Technologies
A Akwan Information Technologies é uma empresa brasileira de soluções em tecnologia da informação. Akwan vem do guarani e quer dizer rápido, ligeiro.
Sediada em Belo Horizonte, Minas Gerais, virou notícia em Novembro de 2005 por ter sido comprada pela Google. Servirá de base de negócios do portal norte-americano na América do Sul.
A empresa foi criada por professores do Departamento de Ciência da Computação da UFMG.